# Tânăra gardă (film)

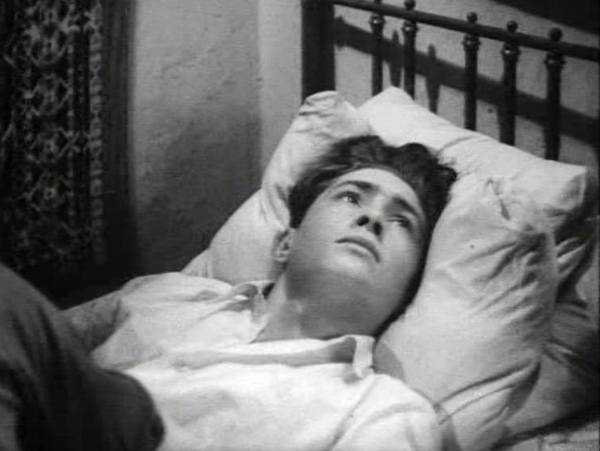
Veaceslav Tihonov într-o scenă din film

Tânăra gardă (titlul original: în rusă Молодая гвардия, transliterat: Molodaia gvardia) este un film dramatic de război, sovietic, realizat în 1948 de regizorul Serghei Gherasimov, după romanul omonim al scriitorului Alexandr Fadeev. În 1949 a fost acordat Premiul Stalin regizorului Gherasimov, directorului de imagine Vladimir Rapoport și protagoniștilor acestui film. Muzica filmului este semnată de Dmitri Șostakovici.

## Distribuție
- Vladimir Ivanov – Oleg Koșevoi
- Inna Makarova – Liubov Șerțova
- Nonna Mordiukova – Uliana Gromova
- Serghei Gurzo – Serghei Tiulenin
- Liudmila Șagalova – Valeria Borț
- Viktor Hohriakov – comandantul Proțenko
- Viktor Avdiușko – muncitor
- Aleksandr Antonov – Ignat Fomin, Hilfspolizei
- S. Romanov – Ivan Turkenici
- Boris Bitiukov – Ivan Zemnuhov
- Guguli Mgeladze – Jora Artiunanț
- Veaceslav Tihonov – Vladimir Osmuhin
- Klara Luciko – Marina
- Gheorghi Iumatov – Popov
- Serghei Bondarciuk – Valko
- Evgheni Morgunov – Poșeptsov
- Gheorghi Gheorghiu – ofițerul nazist
- Tamara Nosova – Valentina Filatova
- Gheorghi Șapovalov – capo-ul satului
- Nikolai Prokopovici – ofițerul nazist
- Aleksandra Haritonova – Liudmilla

## Premii
- 1949 - Premiul de stat al URSS[1] pentru filmul Tânăra gardă (1948)